# Pella schillhammeri
Pella schillhammeri  (лат.) — вид мирмекофильных жуков-стафилинид рода Pella из трибы Lomechusini (подсемейство Aleocharinae).

## Распространение
Россия, Дальний Восток: Приморский край.

## Описание
Длина вытянутого тела 4,1 мм (бока субпараллельные), длина головы 0,62 мм, ширина головы 1,81 мм. Отличается мелкими размерами тела и узким пронотумом. Окраска двуцветная: красновато-жёлтая (усики, ротовые органы, ноги и часть надкрылий и брюшных сегментов) и коричневая (остальные части тела). Усики 11-члениковые. Голова фронтально округлая, с затылочным швом, без шеи. Длина глаз составляет 0,39 от ширины головы. Переднеспинка и надкрылья покрыты щетинками. Задние крылья развиты. Формула лапок (число члеников в передних, средних и задних ногах): 4—5—5. Лигула без щетинок, но с сенсиллами. Биология не исследована, но предположительно, как и другие виды своего рода имеют мирмекофильные связи с муравьями, падальщики и хищники. Вид был впервые описан в 2006 году японским колеоптерологом М. Мураямой (Munetoshi Maruyama; Department of Zoology, National Science Museum, Токио, Япония). Видовое название дано в честь энтомолога Харальда Шиллхаммера (Dr. Harald Schillhammer (NHMW, Вена, Австрия).